# 体温 (hitomiの曲)
体温（たいおん）は、1999年10月6日に発売されたhitomiの16枚目のシングル。8cmCDとしては最後のシングルである。発売元は、avex trax。

## 解説
- アルバム『thermo plastic』リリース1週間前に発売された先行シングル。

## 収録曲
1. 体温 (4:47) 
作詞：hitomi、作曲・編曲：渡辺善太郎
2. a little (I need everything) (5:21) 
作詞：hitomi、作曲・編曲：tatsumi@moritoki.com
3. 体温 (Instrumental) 

## 収録アルバム
- thermo plastic (#1,2)
- SELF PORTRAIT (#1)
- peace (#1)